# Euphorbia tanaensis
Euphorbia tanaensis là một loài thực vật thuộc họ Euphorbiaceae. Đây là loài đặc hữu của Kenya.